# باغ (سردشت)
باغ هي قرية في مقاطعة سردشت، إيران. يقدر عدد سكانها بـ 300 نسمة بحسب إحصاء 2016.